# François Bruant
Pour les articles homonymes, voir Bruant (homonymie).
François Bruant est un footballeur français né le 11 octobre 1942 à Vitry-le-François (Marne). Il a joué attaquant à Reims puis à Rouen.

## Carrière de joueur
- Stade de Reims (1961-1965) (13 buts)
- FC Rouen (1965-1970)[1]

## Palmarès
- Champion de France en 1962 (avec le Stade de Reims)
- Vice-Champion de France en 1963 (avec le Stade de Reims)